# J/FPS-4
J/FPS-4는 일본 도시바사에서 제조한 3차원 지대공 레이다로, 항공자위대의 탐지자산이다. 180도를 감시하는 레이다 2개로 앞뒤를 감시하는 백 토우 백 방식의 레이다다.

## 역사
일본은 차세대 방공 레이다가 필수적이었다. 안테나를 하나로 통합하여 비용 절감을 도모했으며, 정비,조작성 모두 기존보다 우월했다. 전파 유도 미사일(대레이다 미사일)의 전자전에도 대비했다. 또한 광섬유 케이블을 이용한 원거리 고속 대용량 데이터 전송 기술은 레이다 안테나 및 운영 룸 등을 격리하고있다. 시스템은 컬러 LCD 디스플레이, 터치 패널 등을 다용하는 것으로, 시인성, 조작성, 정비성 등의 확보를 가능하게하고있다.
구식화한 J/FPS-20과 J/FPS-1등을 갱신하는 형태로 2004년부터 레이다 사이트 등지에 배치가 시작되고 6개소에 배치가 완료됐다.

## 방공 레이다
방공 레이다는 일본 전역은 물론이고 일본 바깥의 바다와 한반도,중국까지 감시할 수 있어, 일본의 방공 정책의 필수적인 존재다. 해상 레이다와 비교되기도 한다. 주요 임무는 항공기,탄도탄 감시등이 목적이다. 일본의 방공 전략은 인접 위협세력은 한반도와 중국등에서 미사일이 날아오는걸 대비하여 첨단 방공 레이다를 갖추어, 미리 보고 요격한다는 개념이다.

## 배치
- 아바시리 분둔기지 (제28경계대) : 2004년부터 운용 개시
- 오쿠시리 섬 분둔기지 (제29경계대)
- 미네오카야마 분둔기지 (제44경계대)
- 카오산 분둔기지 (제7경계대) : 2003년부터 운용 개시
- 후쿠 분둔 기지 (제15경계대)
- 구메지마 분둔기지 (제54경계대) : 2008년부터 운용 개시

## 같이 보기
- J/FPS-7
- J/FPS-5
- 그린파인 레이다
- AN/TPY-2